# 延遲 (電腦)
延遲（英語：lag）是指電腦的運作不能和其他正常進行的電腦保持同步。例如在線上遊戲中，玩家操作遊戲中的角色後，遊戲的用戶端畫面无法正常显示或较其他用户出现滞后现象；
又有BCY一稱，範例：你BCY了 即你的資訊已經被人所知很久一段時間了。

## 常見原因
網路延遲
- 頻寬已達滿載狀態。常見於多人共用的網路環境。

遊戲伺服器延遲
- 伺服器滿載，導致伺服器無法立即處理用戶端傳送過來的訊息。
- 有人在使用「加速器」或「BOT」等遊戲外掛，導致伺服器無法即時把暴增的封包送往同一張地圖內的所有用戶端。

延遲是指電腦的運作不能和其他正常進行的電腦保持同步，例如在線上遊戲中，玩家操作遊戲中的角色後，遊戲的用戶端畫面遲遲沒有任何的反應。

## 相關
- 頻寬
- Ping

## 外部連結
- The Gamer's Guide from Blues News - Lag Section （页面存档备份，存于）
- It's the Latency, Stupid
- Bandwidth and Latency  （页面存档备份，存于）